# Серослав (Куявсько-Поморське воєводство)
Серослав (пол. Sierosław) — село в Польщі, у гміні Джицим Свецького повіту Куявсько-Поморського воєводства.
Населення — 461 особа (2011).
У 1975-1998 роках село належало до Бидгощського воєводства.

## Демографія
Демографічна структура станом на 31 березня 2011 року:
|          | Загалом | Допрацездатний вік | Працездатний вік | Постпрацездатний вік |
| -------- | ------- | ------------------ | ---------------- | -------------------- |
| Чоловіки | 231     | 46                 | 158              | 27                   |
| Жінки    | 230     | 42                 | 141              | 47                   |
| Разом    | 461     | 88                 | 299              | 74                   |